# Idalus felderi
Idalus felderi là một loài bướm đêm thuộc phân họ Arctiinae, họ Erebidae.